# Campeonato Mundial de Atletismo Júnior de 2008

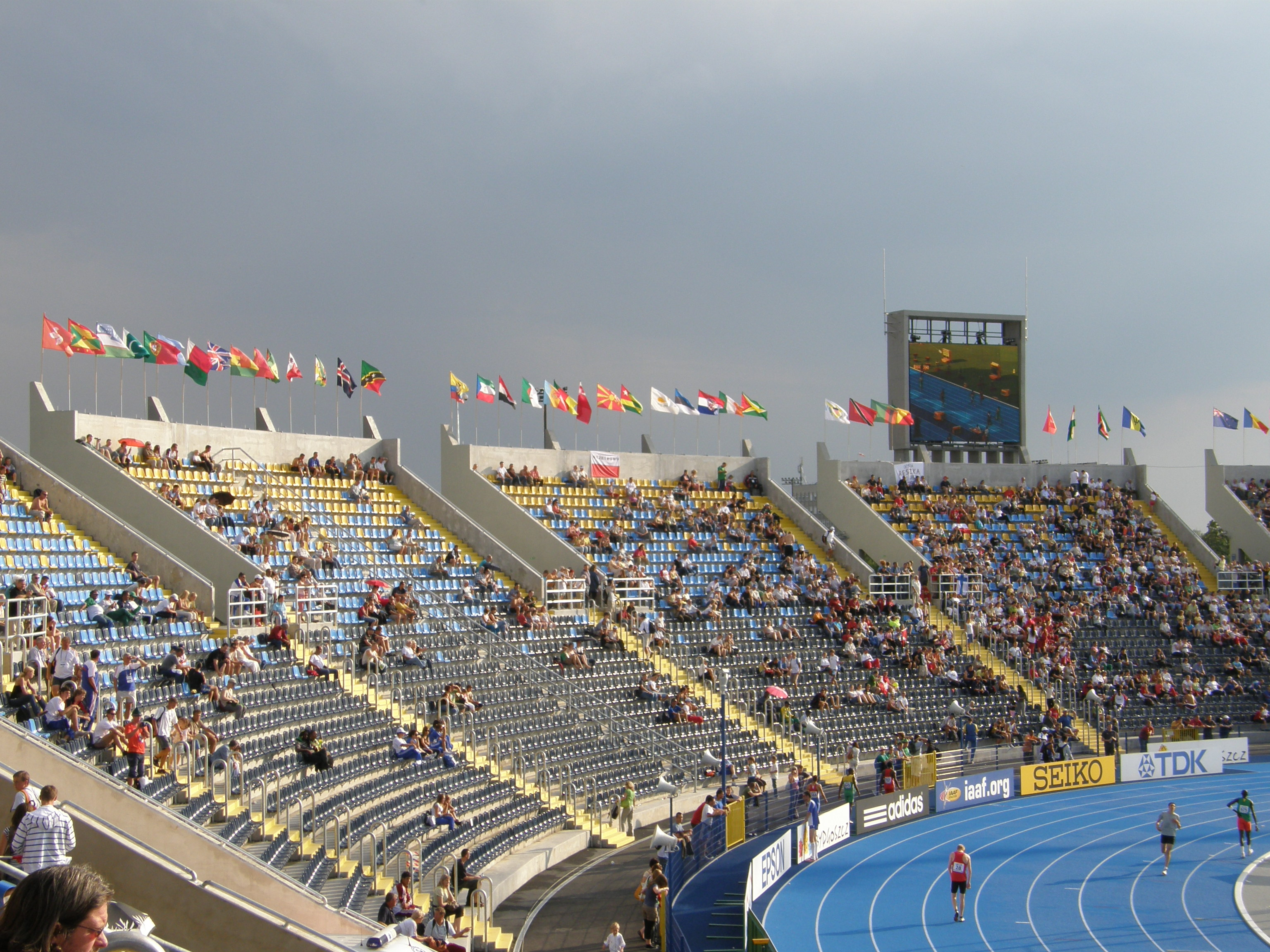
Zdzisław Krzyszkowiak Stadium WJC 2008 - Bydgoszcz

O Campeonato Mundial de Atletismo Júnior de 2008 foi a décima segunda edição do Campeonato Mundial de Atletismo Júnior. Foi realizado em Bydgoszcz, na Polônia, no Zdzisław Krzyszkowiak Stadium entre 8 e 13 de julho de 2008.
O Zimbábue não participou devido às negociações políticas do país em 2008 e 2009. 

## Resultados Masculino

### Pista
| Evento                        | Ouro                                                                            | Ouro        | Prata                                                                       | Prata       | Bronze                                                                                  | Bronze      |
| ----------------------------- | ------------------------------------------------------------------------------- | ----------- | --------------------------------------------------------------------------- | ----------- | --------------------------------------------------------------------------------------- | ----------- |
| 100 m                         | Dexter Lee · Jamaica                                                            | 10.40       | Wilhelm van der Vyver · África do Sul                                       | 10.42       | Terrell Wilks · Estados Unidos                                                          | 10.45       |
| 200 m                         | Christophe Lemaitre · França                                                    | 20.83 PB    | Nickel Ashmeade · Jamaica                                                   | 20.84       | Robert Hering · Alemanha                                                                | 20.96       |
| 400 m                         | Marcus Boyd · Estados Unidos                                                    | 45.53 WJL   | Kirani James · Granada                                                      | 45.70 NJ    | O'Neal Wilder · Estados Unidos                                                          | 45.76       |
| 800 m                         | Abubaker Kaki · Sudão                                                           | 1:45.60     | Geoffrey Kibet · Quénia                                                     | 1:46.23 PB  | André Olivier · África do Sul                                                           | 1:47.57     |
| 1500 m                        | Imad Touil · Argélia                                                            | 3:47.40     | James Kiplagat Magut · Quénia                                               | 3:47.51     | Demma Daba · Etiópia                                                                    | 3:47.65     |
| 5000 m                        | Abreham Cherkos Feleke · Etiópia                                                | 13:08.57 CR | Mathew Kipkoech Kisorio · Quénia                                            | 13:11.57 PB | Dejen Gebremeskel · Etiópia                                                             | 13:11.97    |
| 10000 m                       | Josphat Kipkoech Bett · Quénia                                                  | 27:30.85 CR | Titus Kipjumba Mbishei · Quénia                                             | 27:31.65 PB | Ibrahim Jeilan · Etiópia                                                                | 28:07.98    |
| 110 m com barreiras (99.0 cm) | Konstantin Shabanov · Rússia                                                    | 13.27 WJL   | Booker Nunley · Estados Unidos                                              | 13.45       | Keiron Stewart · Jamaica                                                                | 13.51       |
| 400 m com barreiras           | Jeshua Anderson · Estados Unidos                                                | 48.68 PB    | Johnny Dutch · Estados Unidos                                               | 49.25       | Amaurys R. Valle · Cuba                                                                 | 49.56 NJ    |
| 3000 m com obstáculos         | Jonathan Muia Ndiku · Quénia                                                    | 8:17.28 PB  | Benjamin Kiplagat · Uganda                                                  | 8:19.24     | Patrick Kipyegon Terer · Quénia                                                         | 8:25.14 PB  |
| 4 x 100 metros                | Estados Unidos · Dante Sales · Antonio Sales · Marquise Goodwin · Terrell Wilks | 38.98 WJL   | Jamaica · Oshane Bailey · Dexter Lee · Nickel Ashmeade · Yohan Blake        | 39.25 SB    | África do Sul · Johannes Mosala · Roscoe Engel · Patrick Vosloo · Wilhelm van der Vyver | 39.70       |
| 4 x 400 metros                | Estados Unidos · Marcus Boyd · Bryan Miller · O'Neal Wilder · Jeshua Anderson   | 3:03.86 WJL | Grã-Bretanha · Louis Persent · Robert Davis · Nigel Levine · Jordan McGrath | 3:05.82 SB  | Alemanha · Niklas Zender · Alexander Juretzko · Marc-John Dombrowski · Pascal Nabow     | 3:06.47 SB  |
| Marcha atlética 10 km         | Stanislav Emelyanov · Rússia                                                    | 39:35.01 CR | Chen Ding · China                                                           | 39:47.20 AJ | Lluís Torlá · Espanha                                                                   | 40:29.57 PB |

### Campo
| Evento                   | Ouro                              | Ouro      | Prata                             | Prata    | Bronze                         | Bronze   |
| ------------------------ | --------------------------------- | --------- | --------------------------------- | -------- | ------------------------------ | -------- |
| Disco (1,750 kg)         | Gordon Wolf · Alemanha            | 62.00 PB  | Marin Premeru · Croácia           | 61.85    | Mykyta Nesterenko · Ucrânia    | 61.01    |
| Martelo (6 kg)           | Walter Henning · Estados Unidos   | 76.92 AJ  | Conor McCullough · Estados Unidos | 75.88 PB | Aleh Dubitski · Bielorrússia   | 75.42    |
| Dardo                    | Robert Szpak · Polónia            | 78.01 WJL | Ihab Al Sayed Abdelrahman · Egito | 76.20 NJ | Ansis Bruns · Letónia          | 75.31 PB |
| Arremesso de peso (6 kg) | David Storl · Alemanha            | 21.08 WJL | Aleksandr Bulanov · Rússia        | 20.14    | Marin Premeru · Croácia        | 19.93 PB |
| Salto em altura          | Bohdan Bondarenko · Ucrânia       | 2.26 WJL  | Sylwester Bednarek · Polónia      | 2.24 SB  | Miguel Ángel Sancho · Espanha  | 2.21     |
| Salto com vara           | Raphael Holzdeppe · Alemanha      | 5.50      | Paweł Wojciechowski · Polónia     | 5.40 PB  | Karsten Dilla · Alemanha       | 5.30     |
| Salto em distância       | Marquise Goodwin · Estados Unidos | 7.74 PB   | Dzmitry Astrouski · Bielorrússia  | 7.64     | Eusebio Cáceres · Espanha      | 7.59     |
| Salto triplo             | Teddy Tamgho · França             | 17.33     | Osviel Hernández · Cuba           | 16.90    | Mohamed Yusuf Salman · Bahrein | 16.59    |
| Decatlo                  | Jan Felix Knobel · Alemanha       | 7896 WJL  | Eduard Mihan · Bielorrússia       | 7894 NJ  | Mihail Dudaš · Sérvia          | 7663 NJ  |

## Resultados Feminino

### Pista
| Evento                | Ouro                                                                                 | Ouro        | Prata                                                                            | Prata       | Bronze                                                                               | Bronze      |
| --------------------- | ------------------------------------------------------------------------------------ | ----------- | -------------------------------------------------------------------------------- | ----------- | ------------------------------------------------------------------------------------ | ----------- |
| 100 m                 | Jeneba Tarmoh · Estados Unidos                                                       | 11.37       | Ashlee Nelson · Grã-Bretanha                                                     | 11.49       | Sheniqua Ferguson · Bahamas                                                          | 11.52       |
| 200 m                 | Sheniqua Ferguson · Bahamas                                                          | 23.24       | Meritzer Williams · São Cristóvão e Nevis                                        | 23.40       | Janelle Redhead · Granada                                                            | 23.52       |
| 400 m                 | Folashade Abugan · Nigéria                                                           | 51.84       | Jessica Beard · Estados Unidos                                                   | 52.09       | Susana A. Clement · Cuba                                                             | 52.36       |
| 800 m                 | Elena Mirela Lavric · Roménia                                                        | 2:00.06 CR  | Merve Aydin · Turquia                                                            | 2:00.92 NJ  | Machteld Anna Mulder · Países Baixos                                                 | 2:02.05 PB  |
| 1500 m                | Stephanie Twell · Grã-Bretanha                                                       | 4:15.09     | Kalkidan Gezahegne · Etiópia                                                     | 4:16.58     | Emma Pallant · Grã-Bretanha                                                          | 4:17.06     |
| 3000 m                | Mercy Cherono · Quénia                                                               | 8:58.07 SB  | Bizunesh Urgesa · Etiópia                                                        | 8:58.90     | Frethiwat Goshu · Etiópia                                                            | 9:03.76 PB  |
| 5000 m                | Sule Utura · Etiópia                                                                 | 16:15.59    | Genzebe Dibaba · Etiópia                                                         | 16:16.75    | Nelly Chebet · Quénia                                                                | 16:17.96    |
| 100 m com barreiras   | Teona Rodgers · Estados Unidos                                                       | 13.40       | Shermaine Williams · Jamaica                                                     | 13.48       | Belkis Milanés · Cuba                                                                | 13.49       |
| 400 m com barreiras   | Takecia Jameson · Estados Unidos                                                     | 56.29 WJL   | Janeil Bellille · Trindade e Tobago                                              | 56.84 NJ    | Meghan Beesley · Grã-Bretanha                                                        | 57.08 PB    |
| 3000 m com obstáculos | Christine Kambua Muyanga · Quénia                                                    | 9:31.35 CR  | Elizabeth Mueni · Quénia                                                         | 9:36.50 PB  | Korahubish Itaa · Etiópia                                                            | 9:37.81 NJ  |
| 4 x 100 metros        | Estados Unidos · Jeneba Tarmoh · Shayla Mahan · Gabrielle Glenn · Tiffany Townsend   | 43.66 WJL   | Jamaica · Shawna Anderson · Kaycea Jones · Gayon Evans · Jura Levy               | 43.98 SB    | Brasil · Barbara de Oliveira · Bárbara Leoncio · Luana Correa · Rosângela Santos     | 44.61       |
| 4 x 400 metros        | Estados Unidos · Lanie Whittaker · Jessica Beard · Erica Alexander · Takecia Jameson | 3:30.19     | Ucrânia · Olha Zemlyak · Yuliya Krasnoshchok · Hanna Yaroshchuk · Yuliya Baraley | 3:34.20 NJ  | Austrália · Brittney McGlone · Trychelle Kingdom · Olivia Tauro · Angeline Blackburn | 3:34.23 SB  |
| Marcha atlética 10 km | Tatyana Mineeva · Rússia                                                             | 43:24.72 CR | Elmira Alembekova · Rússia                                                       | 43:45.16 PB | Li Yanfei · China                                                                    | 44:24.10 PB |

### Campo
| Evento             | Ouro                       | Ouro      | Prata                              | Prata    | Bronze                                            | Bronze          |
| ------------------ | -------------------------- | --------- | ---------------------------------- | -------- | ------------------------------------------------- | --------------- |
| Disco              | Shangxue Xi · China        | 54.96 SB  | Julia Fischer · Alemanha           | 54.69    | Sandra Perkovic · Croácia                         | 54.24           |
| Martelo            | Bianca Perie · Roménia     | 67.95 CR  | Katerina Šafránková · Chéquia      | 63.13    | Jenny Ozorai · Hungria                            | 60.80           |
| Dardo              | Vira Rebryk · Ucrânia      | 63.01 WJ  | Li Lingwei · China                 | 59.25 PB | Tatjana Jelaca · Sérvia                           | 58.77 NJ        |
| Arremesso de peso  | Natalia Ducó · Chile       | 17.23     | Melissa Boekelman · Países Baixos  | 16.60    | Ma Qiao · China                                   | 16.55 SB        |
| Salto em altura    | Kimberly Jess · Alemanha   | 1.86      | Mirela Demireva · Bulgária         | 1.86 SB  | Lesyani Mayor · Cuba · Hannelore Desmet · Bélgica | 1.86 PB 1.86 PB |
| Salto com vara     | Valeriya Volik · Rússia    | 4.40 CR   | Ekaterina Kolesova · Rússia        | 4.40 CR  | Ekaterini Stefanidi · Grécia                      | 4.25 SB         |
| Salto em distância | Ivana Španovic · Sérvia    | 6.61      | Nastassia Mironchyk · Bielorrússia | 6.46     | Dailenys Alcántara · Cuba                         | 6.41 PB         |
| Salto triplo       | Dailenys Alcántara · Cuba  | 14.25 WJL | Josleidy Ribalta · Cuba            | 13.85    | Paraskevi Papahristou · Grécia                    | 13.74           |
| Heptatlo           | Carolin Schäfer · Alemanha | 5833 PB   | Yana Maksimava · Bielorrússia      | 5766     | Grit Šadeiko · Estónia                            | 5765 PB         |

## Quadro de medalhas

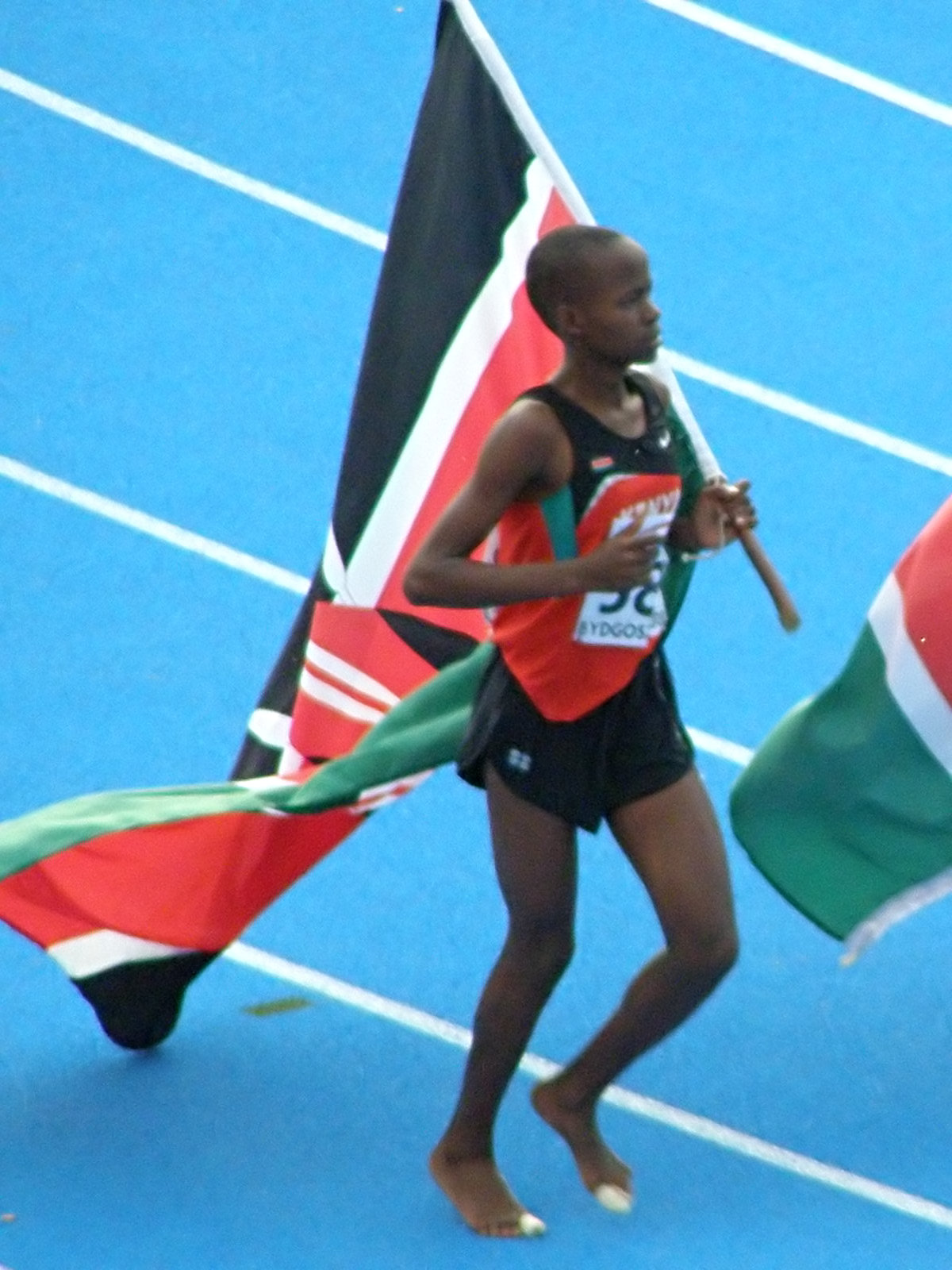
Christine Kambua Muyanga

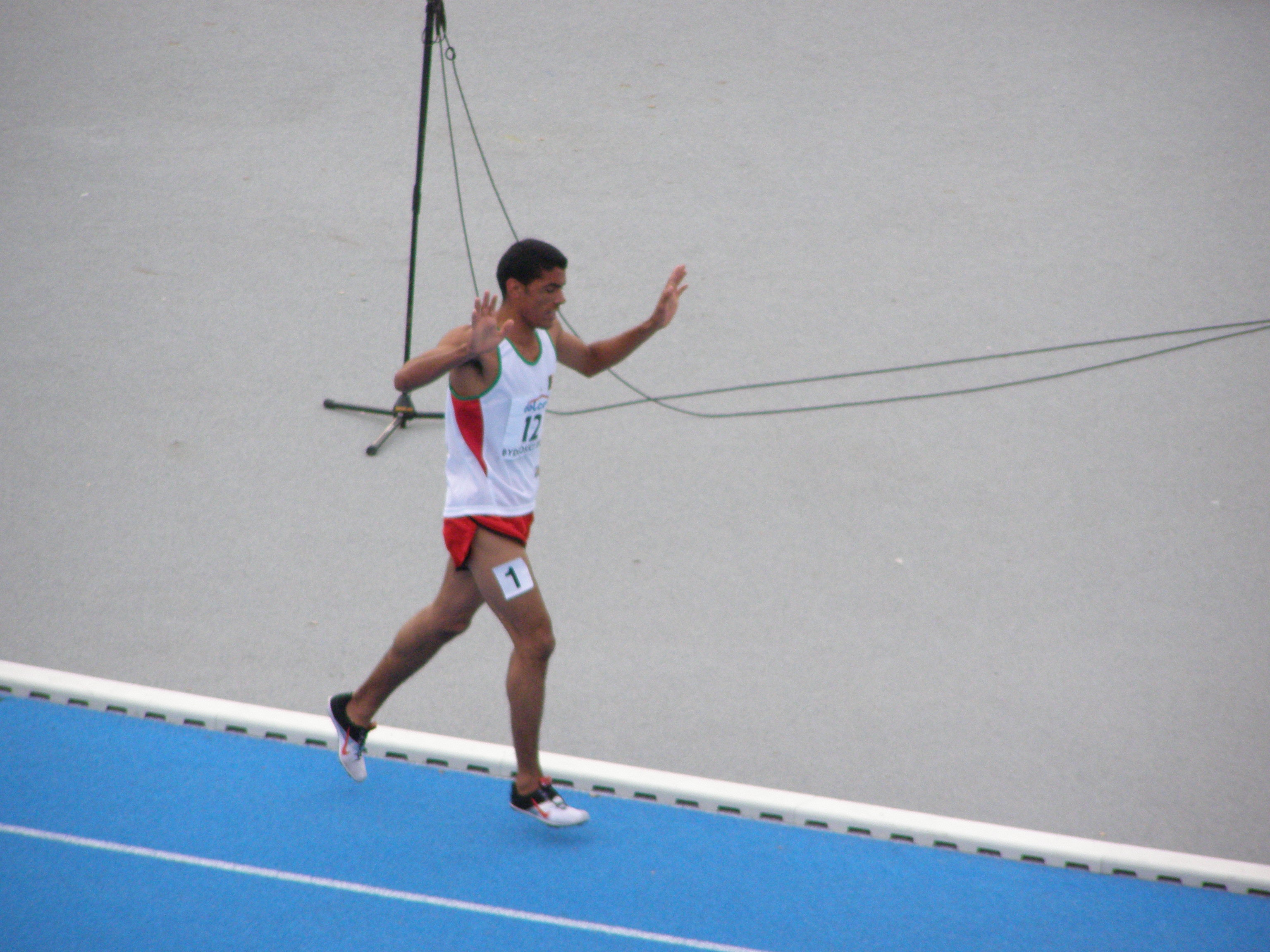
Imad Touil

| Quadro de medalhas |                       |      |       |        |       |
| #                  | País                  | Ouro | Prata | Bronze | Total |
| 1                  | Estados Unidos        | 11   | 4     | 2      | 17    |
| 2                  | Alemanha              | 6    | 1     | 3      | 10    |
| 3                  | Quênia                | 4    | 5     | 2      | 11    |
| 4                  | Rússia                | 4    | 3     | 0      | 7     |
| 5                  | Etiópia               | 2    | 3     | 5      | 10    |
| 6                  | Ucrânia               | 2    | 1     | 1      | 4     |
| 7                  | França                | 2    | 0     | 0      | 2     |
| 7                  | Roménia               | 2    | 0     | 0      | 2     |
| 9                  | Jamaica               | 1    | 4     | 1      | 6     |
| 10                 | Cuba                  | 1    | 2     | 5      | 8     |
| 11                 | Reino Unido           | 1    | 2     | 2      | 5     |
| 11                 | China                 | 1    | 2     | 2      | 5     |
| 13                 | Polónia               | 1    | 2     | 0      | 3     |
| 14                 | Sérvia                | 1    | 0     | 2      | 3     |
| 15                 | Bahamas               | 1    | 0     | 1      | 2     |
| 16                 | Argélia               | 1    | 0     | 0      | 1     |
| 16                 | Chile                 | 1    | 0     | 0      | 1     |
| 16                 | Nigéria               | 1    | 0     | 0      | 1     |
| 16                 | Sudão                 | 1    | 0     | 0      | 1     |
| 20                 | Bielorrússia          | 0    | 4     | 1      | 5     |
| 21                 | Croácia               | 0    | 1     | 2      | 3     |
| 21                 | África do Sul         | 0    | 1     | 2      | 3     |
| 23                 | Granada               | 0    | 1     | 1      | 2     |
| 23                 | Países Baixos         | 0    | 1     | 1      | 2     |
| 25                 | Bulgária              | 0    | 1     | 0      | 1     |
| 25                 | Chéquia               | 0    | 1     | 0      | 1     |
| 25                 | Egito                 | 0    | 1     | 0      | 1     |
| 25                 | São Cristóvão e Neves | 0    | 1     | 0      | 1     |
| 25                 | Trinidad e Tobago     | 0    | 1     | 0      | 1     |
| 25                 | Turquia               | 0    | 1     | 0      | 1     |
| 25                 | Uganda                | 0    | 1     | 0      | 1     |
| 32                 | Espanha               | 0    | 0     | 3      | 3     |
| 33                 | Grécia                | 0    | 0     | 2      | 2     |
| 34                 | Austrália             | 0    | 0     | 1      | 1     |
| 34                 | Bahrein               | 0    | 0     | 1      | 1     |
| 34                 | Bélgica               | 0    | 0     | 1      | 1     |
| 34                 | Brasil                | 0    | 0     | 1      | 1     |
| 34                 | Estónia               | 0    | 0     | 1      | 1     |
| 34                 | Hungria               | 0    | 0     | 1      | 1     |
| 34                 | Letónia               | 0    | 0     | 1      | 1     |
| Total              | Total                 | 44   | 44    | 45     | 133   |